# Amir Ali Akbari
Amir Ali Akbari (pers. ‏امير على‌اكبرى‎; ur. 11 grudnia 1987 w Teheranie) – irański zapaśnik w stylu klasycznym. Złoty medal w mistrzostwach świata w 2010; trzeci w 2009. Mistrz Azji w 2009. Szósty w Pucharze Świata w 2010. Zdobył srebrny medal na Uniwersjadzie w 2013, jako zawodnik Islamskiego Uniwersytetu Azad w Eslamszahr. Mistrz świata juniorów z 2007 roku. Od 2015 roku zawodnik mieszanych sztuk walki. Od sierpnia 2020 roku jest zawodnikiem ONE Championship.

## Kariera w zapasach
W latach 2007–2008 Aliakbari walczył w klubie sportowym Melli Haffari Company Ahvaz w irańskiej Premier Wrestling League.
Aliakbari opuścił Letnie Igrzyska Olimpijskie 2012 z powodu zawieszenia za doping.
Na Mistrzostwach Świata w Zapasach 2013 do 120 kg początkowo zdobył złoty medal, co czyniło go dwukrotnym mistrzem świata. 13 grudnia 2013 został dożywotnio zdyskwalifikowany i pozbawiony tytułu mistrza świata w stylu klasycznym w kategorii 120 kg.

## Osiągnięcia

### Mieszane sztuki walki
- 2016: RIZIN FF World Grand Prix 2016 – finalista turnieju

## Lista walk MMA
| Wynik     | Bilans | Przeciwnik (bilans przed walką) | Rozstrzygnięcie                                     | Runda | Czas | Rozgrywki                                         | Data       | Miejsce          | Uwagi |
| --------- | ------ | ------------------------------- | --------------------------------------------------- | ----- | ---- | ------------------------------------------------- | ---------- | ---------------- | --- |
| Wygrana   | 15-4   | Salimgiriej Rasułow (23-11)     | TKO (ciosy pięściami i łokciami)                    | 1     | 4:07 | ACA 190                                           | 15.08.2025 | Moskwa           | |
| Przegrana | 14-4   | Marcus Buchecha (4-1)           | Poddanie (duszenie zza pleców)                      | 1     | 3:15 | ONE 169: Malykhin vs. Kane                        | 09.11.2024 | Bangkok          | |
| Wygrana   | 14-3   | Arjan Bhullar (11-2)            | Dyskwalfikacja (czerwona kartka za brak aktywności) | 3     | 4:50 | ONE 166: De Ridder vs. Malykhin 2                 | 01.03.2024 | Lusajl           | Walka zakończyła się dyskwalifikacją, ponieważ sędzia dał Bhullarowi czerwoną kartkę za brak aktywności. |
| Wygrana   | 13-3   | Dustin Joynson (7-1)            | TKO (poddanie się po ciosach)                       | 1     | 1:48 | ONE Fight Night 12: Kryklia vs. Xhaja             | 14.07.2023 | Bangkok          | Bonus za występ wieczoru                                                                                 |
| Wygrana   | 12-3   | Brandon Vera (16-9)             | TKO (ground and pound)                              | 1     | 3:37 | ONE Championship 164: Pacio vs. Brooks            | 03.12.2022 | Kallang          | |
| Wygrana   | 11-3   | Mauro Cerilli (14-4)            | TKO (ciosy pięściami z krucyfiksa)                  | 2     | 4:02 | ONE on Prime Video 1: Moraes vs. Johnson 2        | 26.08.2022 | Kallang          | |
| Przegrana | 10-3   | Anatolij Małychin (9-0)         | KO (ciosy pięściami)                                | 1     | 2:57 | ONE: Revolution                                   | 24.09.2021 | Kallang          | |
| Przegrana | 10-2   | Ji Won Kang (4-0)               | KO (lewy sierpowy)                                  | 1     | 1:53 | ONE Championship: Fists of Fury 2                 | 05.03.2021 | Kallang          | Debiut w One Championship, Main Event                                                                    |
| Wygrana   | 10-1   | Shelton Graves (9-3)            | TKO (ciosy pięściami)                               | 1     | 4:42 | ACA 93                                            | 16.03.2019 | Sankt Petersburg | |
| Wygrana   | 9-1    | Daniel Omielańczuk (20-8-1)     | Decyzja (jednogłośna)                               | 3     | 5:00 | ACB 89                                            | 08.09.2018 | Krasnodar        | |
| Wygrana   | 8-1    | Denis Smoldarew (13-3)          | TKO (łokcie i ciosy pięściami w parterze)           | 1     | 2:27 | ACB 83                                            | 24.03.2018 | Baku             | Debiut w ACB                                                                                             |
| Wygrana   | 7-1    | Tyler King (12-5)               | TKO (ciosy pięściami w stójce)                      | 1     | 1:39 | RIZIN Fighting World Grand Prix 2017 1st Round    | 30.07.2017 | Saitama          | |
| Wygrana   | 6-1    | Gerônimo Dos Santos (39-17)     | TKO (ciosy pięściami)                               | 1     | 3:36 | RIZIN 2017 in Yokohama: Sakura                    | 16.04.2017 | Yokohama         | |
| Przegrana | 5-1    | Mirko Filipović (34-11-2)       | TKO (ciosy pięściami)                               | 1     | 2:02 | RIZIN Fighting World Grand Prix 2016: Final Round | 31.12.2016 | Saitama          | Finał turnieju Rizin FF World Grand Prix wagi ciężkiej                                                   |
| Wygrana   | 5-0    | Walentin Mołdawski (5-0)        | Decyzja (niejednogłośna)                            | 2     | 5:00 | RIZIN Fighting World Grand Prix 2016: Final Round | 31.12.2016 | Saitama          | Półfinał turnieju Rizin FF World Grand Prix wagi ciężkiej                                                |
| Wygrana   | 4-0    | Heath Herring (28-14)           | Decyzja (jednogłośna)                               | 2     | 5:00 | RIZIN Fighting World Grand Prix 2016: 2nd Round   | 29.12.2016 | Saitama          | Ćwierćfinał turnieju Rizin FF World Grand Prix wagi ciężkiej                                             |
| Wygrana   | 3-0    | João Almeida (4-1)              | TKO (ciosy pięściami)                               | 1     | 2:25 | RIZIN Fighting World Grand Prix 2016: 1st Round   | 25.09.2016 | Saitama          | Pierwsza runda turnieju Rizin FF World Grand Prix wagi ciężkiej                                          |
| Wygrana   | 2-0    | Radu Spinghel (0-1)             | TKO (ciosy pięściami)                               | 1     | 1:01 | Real 3                                            | 05.12.2015 | Yokohama         | |
| Wygrana   | 1-0    | Hyung Chul Lee (1-1)            | TKO (ciosy pięściami)                               | 1     | 0:14 | Full Metal Dojo 7: Full Metal Massacre            | 31.10.2015 | Bangkok          | Debiut w MMA                                                                                             |